# VCTP
Vehiculo de Combate Transporte de Personal (VCTP) – argentyński bojowy wóz piechoty.
VCTP został zaprojektowany w niemieckiej firmie Thyssen w 1974 roku na zamówienie armii argentyńskiej. W ramach zamówienia opracowała ona projekty czołgu lekkiego (TAM) i bojowego wozu piechoty (VCTP). Oba pojazdy wykorzystywały zmodyfikowane podwozie niemieckiego bwp Marder 1.
VCTP miał stać się podstawowym pojazdem opancerzonym argentyńskiej armii, a na jego podwoziu planowano budowę innych, wyspecjalizowanych pojazdów. Ostatecznie z powodu ograniczeń budżetowych zbudowano niewielką liczbę bwp VCTP, wozów dowodzenia VCPC, samobieżnych moździerzy VCTM oraz czołgów TAM (łącznie około 350 sztuk).
VCTP nie jest już produkowany, ale nadal jest używany przez armię argentyńską.

## Wersje
- VCTP - wersja podstawowa.
- VCA - opancerzony ambulans (prototyp).
- VCA 155 - działo samobieżne kalibru 155 mm wykorzystujące wieżę włoskiej haubicy samobieżnej Palmaria (prototyp)
- VCCDT - wóz dowodzenia artylerii (prototyp).
- VCDA - samobieżne działo przeciwlotnicze kalibru 30-35 mm (projekt).
- VCLC - samobieżna wyrzutnia rakiet niekierowanych 160 lub 350 mm (prototyp).
- VCLM - samobieżna wyrzutnia rakiet przeciwlotniczych Roland 2 (projekt).
- VCPC - wóz dowodzenia. Załoga zmniejszona do 6 osób, wóz pozbawiony jest wieży.
- VCRT - wóz zabezpieczenia technicznego (prototyp).
- VCTM - samobieżny moździerz kalibru 120 mm.